# Zinkdiethyldithiocarbamat
Zinkdiethyldithiocarbamat ist eine chemische Verbindung aus der Gruppe der Dithiocarbamate, welche als Vulkanisationsbeschleuniger verwendet wird.
Außerdem wirkt die Verbindung als Kettenabbrecher und Chelator.